# Mascarell australià
El mascarell australià (Morus serrator) és una espècie d'ocell de la família dels súlids (Sulidae), d'hàbits pelàgics que cria sobre el terra a illes properes al sud-est d'Austràlia, Tasmània i Nova Zelanda, dispersant-se després pels mars d'al voltant.